# 12418 Tongling
12418 Tongling è un asteroide della fascia principale. Scoperto nel 1995, presenta un'orbita caratterizzata da un semiasse maggiore pari a 2,9741540 UA e da un'eccentricità di 0,1283581, inclinata di 11,65076° rispetto all'eclittica.